# Lasho
Lasho (ang. Lashio) – miasto we środkowo-wschodniej Mjanmie, w stanie Szan. W spisie ludności z 29 marca 2014 roku liczyło 174 335 mieszkańców. 
Lasho jest ważnym ośrodkiem handlowym na szlaku ze środkowej Mjanmy do Chin – ma tutaj miejsce początek Drogi Birmańskiej. Ponadto w pobliżu miasta znajdują się gorące źródła mineralne. W mieście znajduje się port lotniczy Lasho.